# Бартолец, Карло
Ка́рло Ба́ртолец (хорв. Karlo Bartolec; род. 20 апреля 1995, Загреб) — хорватский футболист, защитник казахстанского клуба «Астана».

## Клубная карьера
Карло прошёл все ступени академии загребского «Динамо», играя за команды U16, U17, U18 и U19. Однако от профессионального контракта в клубе Бартолец отказался, и в феврале 2014 года его подписала «Локомотива». Дебютный матч за клуб сыграл 15 марта против «Риеки», выйдя на замену на 27-й минуте. Отыграл за загребский клуб два года. Вскоре он присоединился к датскому «Норшелланну». Отыграл три года и потом покинул команду. В сезоне 2019/20 перешёл в столичный «Копенгаген».

## Международная карьера
Бартолец сыграл первый матч за сборную Хорватии с Иорданией, выйдя в основе. Пока сыграл пять матчей за сборную.

## Достижения
«Астана»
- Серебряный призёр чемпионата Казахстана: 2024